# Barreira (Ceará)
Barreira é um município brasileiro do estado do Ceará, localizado na macrorregião do Maciço de Baturité, mesorregião do Norte Cearense. Sua população estimada em 2009 era de 19.469 habitantes.

## Etimologia
O topônimo Barreira faz alusão o solo da região. Sua denominação original era 'Barreira Vermelha' e, desde 1938, Barreira.

## História
A região entre os rios Acarape/Pacoti e Choró e a Serra do Cantagalo, era habitada por índios como os Jenipapo, Kanyndé, Choró e Quesito. Com a catequização realizadas pelos Jesuítas, junto aos índios da região, e a introdução da pecuária na época da carne seca e charque; e depois a implantação do café e algodão, surgiram fazendas e núcleos urbanos, Barreira é um destes.

## Geografia

### Clima
Tropical quente semiárido brando com pluviometria média de 915 mm com chuvas concentradas de janeiro a abril.

### Hidrografia e recursos hídricos
As principais fontes de água são os rios Acarape/Pacoti e Choró e os seus afluentes.

### Relevo e solo
As principais elevações são as serras da Barreira e Cantagalo.

### Vegetação
Caatinga arbustiva densa, floresta subcaducifólia tropical, floresta úmida semiperenofólia, floresta úmida semicaducifólia, floresta caducifólia e Mata Ciliar.

### Subdivisão
O município tem cinco distritos e a sede: Barreira (sede), Córrego, Lagoa Grande, Areré, Cajueiro e Lagoa do Barro.

## Economia
O município tem sua principal atividade econômica na extração do caju e em seu beneficiamento, bem como produtos agrícolas tais como algodão arbóreo e herbáceo, banana, cana-de-açúcar, milho e feijão; e ainda na pecuária.
Tem 18 indústrias, sendo duas de madeira, cinco de produtos alimentares, três de produtos minerais não metálicos, uma de serviços de construção, cinco de bebidas, uma de vestuário, calçados e artigos de tecidos, couros e peles, e uma metalúrgica.

## Cultura
Os principais eventos culturais são:
- Festa do padroeiro São Pedro (28 de junho).
- Festa do Chapéu (julho).
- Fest Rock.

## Política
A administração municipal localiza-se na sede, Barreira.